# Josh Curran
Josh "Buffalo Soldier" [carece de fontes?] Curran é um ex-lutador de MMA estadunidense. Ele é um dos poucos lutadores de MMA que encerraram suas carreiras sem nenhuma derrota na modalidade.

## Carreira
Josh Curran foi um lutador de MMA por apenas 9 meses, mas foi o suficiente para mostrar que poderia ter sido um grande lutador. Curran fez 4 lutas nesse período, sendo 1 amadora, e 3 profissionais e venceu todas, sendo 3 por nocaute e uma por decisão. Essa vitória por decisão foi em sua segunda luta como profissional e foi sobre um certo gordinho que até então estava invicto (6-0 na época), chamado Roy Nelson.

### Cartel

#### Como Profissional
| Total   | Total       | 3 Vitórias | 0 Derrota |
| ------- | ----------- | ---------- | --------- |
| 3 Lutas | Nocaute     | 2 (67%)    | 0         |
| 3 Lutas | Finalização | 0          | 0         |
| 3 Lutas | Decisão     | 1 (33%)    | 0         |

| Res.    | Cartel | Oponente       | Método                  | Evento                                    | Data       | Round | Tempo | Local                | Notas |
| ------- | ------ | -------------- | ----------------------- | ----------------------------------------- | ---------- | ----- | ----- | -------------------- | ----- |
| Vitória | 3–0    | Jarno Nurminen | Nocaute Técnico (Socos) | Bodog Fight - Clash of the Nations        | 14/04/2007 | 3     | 2:53  | Saint Petersburg     | [ 3 ] |
| Vitória | 2–0    | Roy Nelson     | Decisão (Unânime)       | Bodog Fight: Season 2 St. Petersburg      | 16/12/2006 | 3     | 5:00  | Saint Petersburg     | [ 4 ] |
| Vitória | 1–0    | Trent Standing | Nocaute Técnico (Corte) | PFA - Pride & Fury 5: "USA vs. the World" | 06/07/2006 | 1     | 5:00  | Worley (Idaho) Idaho | [ 5 ] |

#### Lutas Amadoras
| Res.    | Cartel | Oponente      | Método                  | Evento     | Data                   | Round | Tempo | Local           | Notas        |
| ------- | ------ | ------------- | ----------------------- | ---------- | ---------------------- | ----- | ----- | --------------- | ------------ |
| Vitória | 1–0    | Scott Lincoln | Nocaute Técnico (Socos) | 28/08/2004 | Sport Fight 5: Stadium | 1     | N/A   | Gresham, Oregon | Luta Amadora |